# Liste von Militäroperationen Russlands und der Sowjetunion
Die Liste von Militäroperationen Russlands und der Sowjetunion listet Militäroperationen der russischen Fürstentümer, des Russischen Zarenreiches, der Sowjetunion und des nachsowjetischen Russischen Föderation auf.

## Bis 1547 (Kiewer Rus)
| 1237–1240 | Mongolische Invasion der Rus           |
| 1368–1372 | Russisch-Litauischer Krieg             |
| 1438–1552 | Moskau-Kasan-Kriege                    |
| 1487–1494 | Russisch-Livländischer Krieg           |
| 1487–1494 | Russisch-Litauischer Krieg             |
| 1495–1497 | Russisch-Schwedischer Krieg            |
| 1500–1503 | Russisch-Litauischer Krieg             |
| 1507–1508 | Russisch-Litauischer Krieg             |
| 1512–1522 | Russisch-Litauischer Krieg (1512–1522) |
| 1534–1537 | Russisch-Litauischer Krieg             |

## 1547 bis 1721 (Zarentum Russland)
| 1554–1557 | Schwedisch-Russischer Krieg       |
| 1558–1570 | Russisch-Litauischer Krieg        |
| 1570–1572 | Russisch-Krimtatarischer Krieg    |
| 1590–1595 | Russisch-Schwedischer Krieg       |
| 1609–1618 | Erster Russisch-Polnischer Krieg  |
| 1611–1617 | Russisch-Schwedischer Krieg       |
| 1632–1634 | Zweiter Russisch-Polnischer Krieg |
| 1654–1667 | Russisch-Polnischer Krieg         |
| 1656–1658 | Russisch-Schwedischer Krieg       |
| 1676–1681 | Russisch-Osmanischer Krieg        |
| 1700–1721 | Großer nordischer Krieg           |

## 1721 bis 1799 (Russisches Kaiserreich)
| 1722–1723 | Russisch-Persischer Krieg             |
| 1735–1739 | Russisch-Österreichischer Türkenkrieg |
| 1740–1742 | Erster Schlesischer Krieg             |
| 1741–1743 | Schwedisch-Russischer Krieg           |
| 1768–1772 | Krieg gegen die Konföderation von Bar |
| 1768–1774 | Russisch-Osmanischer Krieg            |
| 1772      | Erste polnischen Teilung              |
| 1783      | Annexion der Krim                     |
| 1787–1792 | Russisch-Österreichischer Türkenkrieg |
| 1788–1790 | Schwedisch-Russischer Krieg           |
| 1792–1793 | Russisch-Polnischer Krieg             |
| 1794–1795 | Russisch-Preußischer Polenkrieg       |
| 1798–1802 | Zweiter Koalitionskrieg               |

## 1800 bis 1899 (Russisches Kaiserreich)
| 1804–1813 | Russisch-Persischer Krieg                                                               |
| 1805      | Dritter Koalitionskrieg                                                                 |
| 1806–1807 | Vierter Koalitionskrieg                                                                 |
| 1806–1812 | Sechster Russischer Türkenkrieg                                                         |
| 1808–1809 | Russisch-Schwedischer Krieg                                                             |
| 1812–1813 | Russlandfeldzug Napoleons                                                               |
| 1816–1825 | Russisch-Georgischer Krieg                                                              |
| 1817–1864 | Kaukasuskrieg                                                                           |
| 1826–1828 | Russisch-Persischer Krieg                                                               |
| 1828–1829 | Russisch-Osmanischer Krieg                                                              |
| 1849      | militärische Intervention zugunsten Österreichs in der Ungarischen Revolution 1848/1849 |
| 1853–1856 | Krimkrieg                                                                               |
| 1857–1858 | Russisch-Georgischer Krieg                                                              |
| 1865–1868 | Eroberung des Emirats Buchara                                                           |
| 1865–1869 | Eroberung des Khanats von Kokand                                                        |
| 1877–1878 | Russisch-Osmanischer Krieg                                                              |
| 1899–1901 | Niederschlagung des Boxeraufstands                                                      |

## 1900 bis 1917 (Russisches Kaiserreich)
| 1900      | Russisch-Chinesischer Krieg           |
| 1904–1905 | Russisch-Japanischer Krieg            |
| 1911–1914 | Russische Invasion in Täbris, Persien |
| 1914–1918 | Erster Weltkrieg                      |

## 1917 bis 1949 (Russische SowjetrepublikundSowjetunion)
| 1917/18–1920                | Russischer Bürgerkrieg |
| 1917–1921                   | Sowjetisch-Ukrainischer Krieg |
| 1918                        | Unterstützung der Sozialisten im Finnischen Bürgerkrieg |
| 1918–1920                   | Finnische Ostkriegszüge |
| 1918–1920                   | Unabhängigkeitskriege Estlands, Lettlands und Litauens |
| 1918–1920                   | Georgisch-Südossetischer Konflikt |
| 1918                        | Schlacht um Baku |
| 1920–1921                   | Polnisch-Sowjetischer Krieg |
| 1920–1921                   | Invasion und Annexion der Südkaukasusrepubliken (Georgien, Armenien, Aserbaidschan) |
| 1924                        | Unterstützung des Aufstands von Tatarbunary in Rumänien |
| 1924                        | Militärische Niederschlagung des August-Aufstands in Georgien |
| 1929                        | Sowjetisch-chinesischer Grenzkrieg (1929) |
| 1934                        | Einmarsch und Besetzung in Nord-Ost-China (Xinjiang) |
| 1937–1938                   | Unterstützung der Spanischen Republik im Spanischen Bürgerkrieg |
| 1938–1939                   | Japanisch-Sowjetischer Grenzkonflikt |
| Zeit des Zweiten Weltkriegs | |
| 1939                        | Invasion und Besetzung Ostpolens |
| 1939–1940                   | Krieg gegen Finnland im Sowjetisch-Finnischen Winterkrieg |
| 1940 / 1944                 | Invasion und Annexion der baltischen Staaten (Estland, Lettland, Litauen) |
| 1940                        | Besetzung des rumänischen Bessarabien |
| 1941–1944                   | Finnisch-Sowjetischer Fortsetzungskrieg |
| 1941–1945                   | Großer Vaterländischer Krieg gegen die deutschen Invasoren und deren Verbündete |
| 1941–1946                   | Militärische Besetzung des (Nord-)Irans zusammen mit Britischen Kräften, Verzögerung des Truppen-Abzuges über Kriegsende hinaus |
| 1945                        | Sowjetische Invasion der Mandschurei im Krieg gegen Japan vom 8. August bis 2. September. |
| 1945                        | Militärische Eroberung und Besatzung Gesamt-Sachalins und der Kurilischen Inseln vom 16.08.1945 bis 12.09.1945. Eine bereits geplante Invasion Hokkaidos wurde abgebrochen. |
| nach dem Zweiten Weltkrieg  | |
| 1945–1948                   | In Staaten, die nach der bei der Konferenz von Jalta beschlossenen Abgrenzung der Machtsphären unter sowjetischen Einfluss gekommen waren, wurden kommunistische Regierungen durchgesetzt. Dies war in den meisten Ländern nur mit Hilfe der Roten Armee möglich, siehe zum Beispiel „Geschichte Polens“ und Februarumsturz 1948 in der Tschechoslowakei, worauf die Konsolidierung des sowjetischen Einflusses in dieser Region abgeschlossen war. |
| 1945–1949                   | Unterstützung der kommunistischen Kämpfer im griechischen Bürgerkrieg |
| ab 1946                     | Unterstützung Nordvietnams im Vietnamkrieg |
| 1948–1949                   | Blockade West-Berlins durch die Sowjetunion vom 24. Juni 1948 bis 12. Mai 1949 |

## 1950 bis 1991 (Sowjetunion)
| 1950–1953 | Militärberater und Kampfpiloten im Koreakrieg                                                               |
| 1953      | Niederschlagung des Aufstands vom 17. Juni 1953 in der DDR                                                  |
| 1956      | Niederschlagung des Ungarischen Volksaufstands                                                              |
| 1956      | Unterstützung arabischer sozialistischer Länder in der Suezkrise durch Waffenlieferungen und Militärberater |
| 1962      | Die Stationierung sowjetischer Atomraketen auf Kuba                                                         |
| 1965–1975 | militärische Hilfe für Nordvietnam, Ausbilder und Waffen.                                                   |
| 1967      | Beratung der ägyptischen Armee im Sechstagekrieg, einschließlich der Ausarbeitung von Kriegsplänen          |
| 1968      | Niederschlagung des Prager Frühlings                                                                        |
| 1969      | Chinesisch-Sowjetischer Grenzkonflikt                                                                       |
| 1974–1991 | Militärische Unterstützung des kommunistischen Regimes im äthiopischen Bürgerkrieg                          |
| 1975–2002 | Unterstützung der MPLA im angolanischen Bürgerkrieg                                                         |
| 1977–1978 | Unterstützung Äthiopiens im Ogadenkrieg gegen Somalia                                                       |
| 1979–1989 | Militärintervention in den Afghanischen Bürgerkrieg                                                         |

## 1991 bis 1999 (Russland)
| 1991–1992 | Militärisches Eingreifen in den Georgisch-Südossetischen Krieg |
| 1992      | Konflikt im Distrikt Ost-Prigorodny in Nordossetien |
| 1992      | Militärintervention in den Transnistrien-Konflikt: Von moldauischer Seite wird der Vorwurf erhoben, dass sich Russland mit seiner 14. Armee aktiv an den Kriegshandlungen beteiligt habe. |
| 1992–1997 | Militäreingriff in den Bürgerkrieg in Tadschikistan |
| 1992–1993 | Unterstützung abchasischer Freischärler im Georgisch-Abchasischen Krieg |
| 1994–1996 | Erster Tschetschenienkrieg |
| 1999–2009 | Zweiter Tschetschenienkrieg |
| 1999      | Dagestankrieg |
| 1999–2003 | Vorstoß nach Priština, danach Teilnahme an der KFOR-Mission im Kosovo |

## Ab 2000 (Russland)
| seit Mai 2000  | russische Sicherheitskräfte bekämpfen Aufstände in Tschetschenien, Inguschetien und Dagestan                                 |
| 2006           | Teilnahme an der Operation Active Endeavour im Mittelmeer                                                                    |
| 2008           | Militäreinsatz im Kaukasuskrieg auf der Seite südossetischer Rebellen                                                        |
| seit 2009      | Kampf gegen das Kaukasus-Emirat, das sich seit 2015 als Teil des IS versteht                                                 |
| 2014           | Invasion und nachfolgende Annexion der Krim 2014                                                                             |
| seit 2014      | Militärische Unterstützung der prorussischen Kräfte im Krieg in der Ostukraine                                               |
| seit 2015      | Militärischer Eingriff auf Seiten der Regierung Syriens im Syrischen Bürgerkrieg                                             |
| seit 2015      | Militärische Unterstützung des Kampfes gegen den Islamischen Staat in Syrien                                                 |
| seit 2018      | Militärische Unterstützung des Kampfes gegen die libysche Regierung auf Seiten Marschall Haftars mit Wagner-Söldnern der GRU |
| seit 2019      | Militärische Unterstützung des Kampfes gegen die Ahlu Sunnah Wa-Jama in Mosambik mit Wagner-Söldnern der GRU                 |
| seit 2020      | Truppen in Bergkarabach, Aserbaidschan                                                                                       |
| 2022           | Beteiligung russischer Truppen an der Niederschlagung der Unruhen in Kasachstan 2022                                         |
| seit Feb. 2022 | Überfall auf die Ukraine (Eskalation des russisch-ukrainischen Kriegs seit 2014, siehe auch Annexion der Krim 2014)          |